# ذا باتمان (فلم)
ذا باتمان (بالإنجليزية: The Batman) هو فيلم بطل خارق أمريكي صدر سنة 2022 مبني على شخصية باتمان من قصص دي سي المصورة. من إنتاج شركة دي سي فيلمز، وتوزيع شركة وارنر برذرز، إنه عبارة عن ريبوت لسلسة أفلام باتمان. الفيلم من إخراج مات ريفيس الذي شارك في كتابة السيناريو مع بيتر كرايغ. قام بالبطولة كل من روبرت باتينسون في دور بروس وين وباتمان، مع زوي كرافيتز، بيتر سارسجارد، أندي سركيس، وكولين فاريل. يتتبع الفيلم باتمان في سنته الثانية كحامي مدينة غوثام، عندما يجد نفسه في مواجهة القاتل المتسلسل ريدلر الذي يستهدف نخبة مدينة غوثام.
بدأ التطوير بعد اختيار بن أفليك لدور باتمان في عالم دي سي السينمائي في 2013. وقع بين أفليك على الإخراج والإنتاج والمشاركة في كتابة السيناريو والتمثيل في ذا باتمان، لكن كانت لديه بعد التحفظات حول المشروع وانسحب. تولى مات ريفيس المسؤولية وأعاد صياغة القصة. حيث سعى إلى استكشاف الجانب البوليسي لباتمان أكثر من الأفلام السابقة، واستوحى أفكاره من أفلام السبعينيات مثل باتمان: السنة الأول (1987)، باتمان: الهالووين الطويل (1996-1997)، وإيغو (2000). تم اختيار روبرت باتينسون للدور الرئيسي في مايو 2019، فيما تم اختيار باقي الممثلين في أواخر عام 2019. تم التصوير الرئيسي في المملكة المتحدة وشيكاغو بين يناير 2020 ومارس 2021.
تم عرض الفيلم لأول مرة في مركز لينكولن للفنون المسرحية في نيويورك يوم 1 مارس 2022، وتم إصداره في دور العرض السينمائي بتاريخ 4 مارس. تم تأجيله مرتين من تاريخ الإصدار الأصلي في يونيو 2021 بسبب جائحة فيروس كورونا. حقق الفيلم أكثر من 759 مليون دولار مقابل ميزانية 200 مليون دولار، مما يجعله أعلى فيلم من حيث الإرادات في عام 2022، وتلقى الثناء على العروض والتصوير السينمائي وإخراج ريفيس والأسلوب البصري وتسلسل الحركة والقصة، على الرغم من انتقاد البعض لوقت عرضه. من المفترض إطلاق عالم باتمان المشترك، مع جزئين مخطط لهما ومسلسلان تلفزيونيان منفصلان قيد التطوير لماكس، بينما عُرض مسلسل تلفزيوني مشتق من السلسلة من بطولة كولين فاريل، بعنوان البطريق سنة 2024 على إتش بي أو.

## القصة
في عيد الهالوين، قُتل دون ميتشل جونيور عمدة مدينة غوثام على يد رجل يطلق على نفسه اسم ريدلر. الملياردير المنعزل بروس واين، الذي عمل لمدة عامين بصفته باتمان حامي المدينة، يحقق جنبًا إلى جنب مع إدارة شرطة مدينة غوثام (GCPD). يكتشف الملازم جيمس جوردون رسالة تركها ريدلر لباتمان، لكن المفوض بيت سافاج يوبخه لسماحه لباتمان بدخول مسرح الجريمة وتم إجباره على المغادرة. بعد فترة وجيزة، قتل ريدلر سافاج وترك رسالة أخرى لباتمان.
يكتشف باتمان وجوردون أن ريدلر ترك فلاشة في سيارة ميتشل تحتوي على صور لميتشل مع امرأة اسمها أنيكا كوسلوف، في إيسبيرج لونج وهو ملهى ليلي يديره بينغوين، مساعد رجل العصابات كارمين فالكون. بينما يتذرع بينغوين بالجهل، يلاحظ باتمان أن سيلينا كايل، زميلة أنيكا في الغرفة، تعمل في النادي كنادلة. يراقب باتمان منزل سيلينا لاستجواب أنيكا، لكن الأخيرة تختفي، لذلك يرسل سيلينا مرة أخرى إلى ايسبرج لونج للبحث عن إجابات. من خلال سيلينا، يكتشف باتمان أن سافاج كانت لديه كشوف برواتب فالكون، كما هو الحال مع المدعي العام جيل كولسون. تغلق سيلينا الاتصال عندما يضغط عليها باتمان بشأن علاقتها بفالكون.
يخطف ريدلر كولسون، ويربط قنبلة موقوتة على رقبته، ويرسله للمقاطعة التي تقام فيها جنازة ميتشل. عندما يصل باتمان، يتصل به ريدلر عبر هاتف كولسون ويهدد بتفجير القنبلة إذا لم يستطع كولسون الرد على ثلاثة ألغاز. يساعد باتمان كولسون في الإجابة على السؤالين الأولين، لكن كولسون يرفض الإجابة على السؤال الثالث، وهو اسم المخبر الذي قدم معلومات لشرطة مدينة غوثام التي ساعدة في عملية تاريخية لضبط المخدرات أنهت عمل عصابة سال ماروني ومات. يستنتج باتمان وجوردون أن المخبر قد يكون بينغوين ويتعقبه في صفقة مخدرات. اكتشفوا أن عملية ماروني انتقلت إلى فالكون، بمشاركة العديد من ضباط شرطة غوثام. تعترضهم سيلينا عن غير قصد عندما تصل لسرقة المال. أثناء هروب بينغوين، تكتشف سيلينا جثة أنيكا في صندوق سيارة. يمسك باتمان ببينغوين لكنه يكتشف أنه لم يكن المخبر.
يتابع باتمان وجوردون قصة حياة ريدلر إلى أنقاض دار أيتام بتمويل من والدي بروس المقتولين، توماس ومارثا واين، حيث علموا أن ريدلر يحمل ضغينة ضد عائلة واين. تم إدخال خادم بروس والمسؤول عن تصريف أعماله، ألفريد بينيورث، إلى المستشفى بعد أن أصيب في فتح رسالة مفخخة موجهة إلى بروس. قام ريدلر بعد ذلك بتسريب أدلة على أن توماس، الذي كان يرشح نفسه لمنصب رئيس البلدية، أراد قتل صحفي كان يهدده بالكشف عن تفاصيل محرجة حول تاريخ مارثا في المرض العقلي، لذا قام باستجار فالكون لذلك. بروس، الذي نشأ معتقدًا أن والده كان مستقيما من الناحية الأخلاقية، يواجه ألفريد، الذي يؤكد المزاعم لكنه يذكر أن توماس لم يكن ينوي أن يقتل الصحفي وأنه كان يخطط لتسليمه إلى الشرطة بمجرد اكتشافه للأمر. يعتقد ألفريد أن فالكون قتل توماس ومارثا لمنع ذلك.
تخبر سيلينا باتمان أن فالكون هو والدها، رغم أن فالكون لا يعرف ذلك. علمت أن فالكون خنق أنيكا لأن ميتشل أخبرها أن فالكون هو المخبر وقررت قتله. وصل باتمان وجوردون إلى ايسبرج لونج في الوقت المناسب لإيقافها، لكن ريدلر يقتل فالكون أثناء اعتقاله. سرعان ما تم الكشف عن الهوية الحقيقية لريدلر بأنه محاسب في الطب الشرعي إسمه الحقيقي إدوارد ناشتون وسجن في مستشفى أركام ستيت، حيث يأسف لفشله في قتل بروس. إنه لا يدرك أن باتمان الذي يعبده ويستلهم منه أفكاره عندما يستهدف الفاسدين هو بروس واين. يقترح ناشتون شراكة، لكن باتمان يرفضه. أثناء البحث في شقته، علم باتمان أن ناشتون قد نصب سيارات مفخخة حول مدينة غوثام وأنشأ موقعًا على الإنترنت يتتبع من خلاله تلك الخطط التي تهدف لاغتيال العمدة المنتخبة بيلا ريال.
القنابل تدمر حواجز الأمواج حول غوثام وتغرق المدينة. تم إنشاء ملجأ في ساحة داخلية، حيث يطلق أتباع ناشتون النار، لكنهم يفشلون في قتل ريال. أوقفهم باتمان وسيلينا. في أعقاب ذلك، أقام ناشتون صداقة مع نزيل آخر، بينما ترى سيلينا أن غوثام أصبحت أبعد مما كانت عليه قبل الكارثة. يساعد باتمان في جهود الاسترداد ويتعهد ببث الأمل من جديد في غوثام.

## طاقم التمثيل
- روبرت باتينسون
- زوي كرافيتز
- بول دانو
- جيفري رايت
- جون تورتورو
- بيتر سارسجارد
- أندي سركيس
- كولين فاريل

## الإنتاج

### التطوير

#### بين أفليك

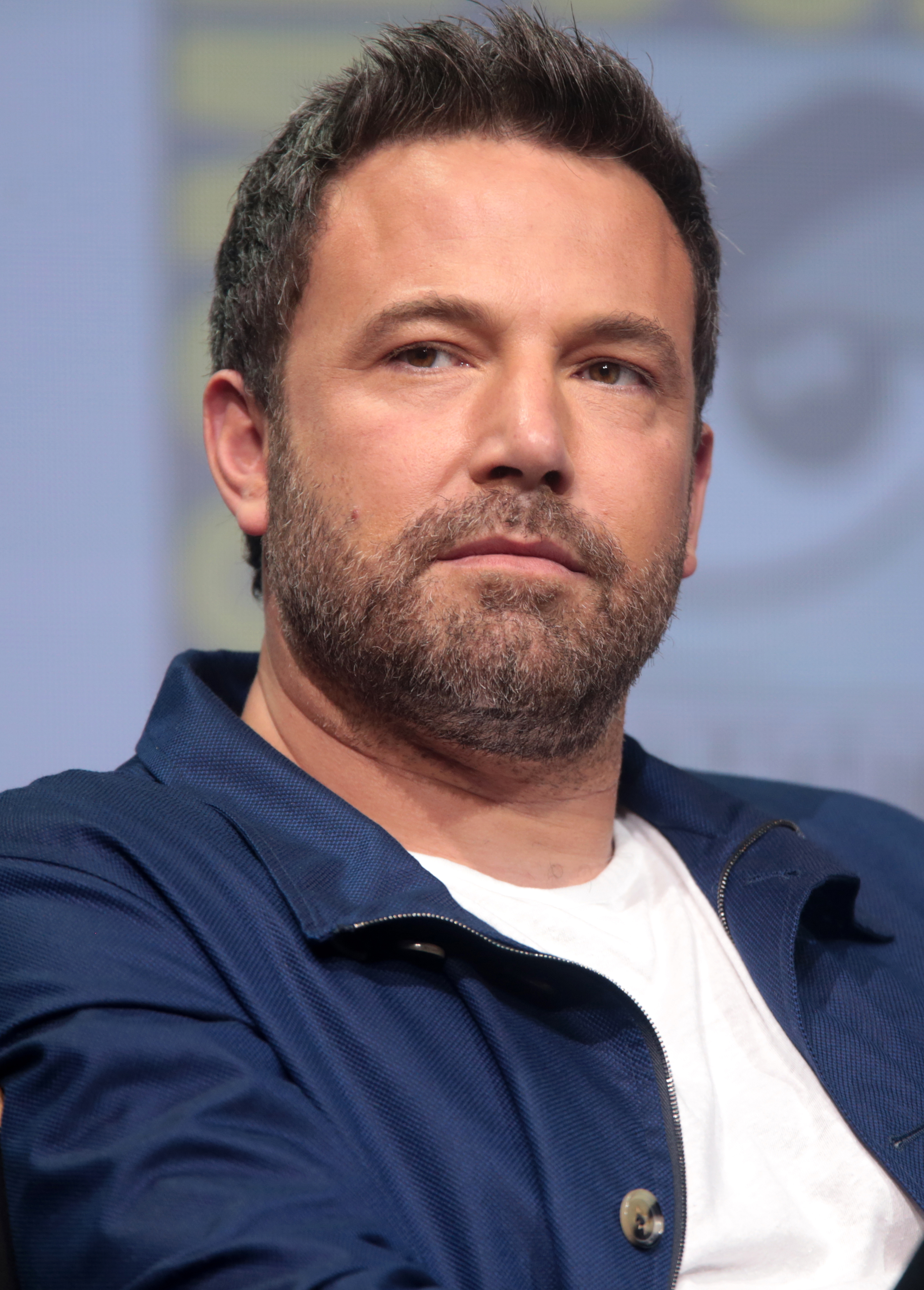
تم تعيين بين أفليك في البداية للإخراج والكتابة والإنتاج والدور الرئيسي لفيلم ذا باتمان، لكنه ترك المشروع في يناير 2017 بسبب عدة عوامل.

في أغسطس 2013 تم اختيار بن أفليك في دور بروس واين لأفلام متعددة تدور أحداثها في عالم دي سي السينمائي. حيث ظهر لأول مرة في باتمان ضد سوبرمان: فجر العدالة (2016) قبل الظهور في فيلم الفرقة الانتحارية (2016) وفرقة العدالة (2017). في أكتوبر 2014، كشفت شركة وارنر برذرز عن خطط لفيلم باتمان مستقل من بطولة أفليك، وكان في مفاوضات للإخراج والمشاركة في كتابة السيناريو مع جيف جونز بحلول يوليو 2015. كان من المتوقع أن يبدأ الإنتاج بعد أن أنهى أفليك العمل في يعيش ليلا (2016).
أنهى أفليك وجونز المسودة الأولى من السيناريو في مارس 2016. بعد أحداث باتمان ضد سوبرمان وفرقة العدالة، حمل نص السيناريو قصة أصلية مستوحاة من القصص المصورة، وهو نهج اقتبسه أفليك من المخرج زاك سنايدر في فيلم باتمان ضد سوبرمان كما تأثر أيضا بمصحة أركام العقلية: منزل خطير على أرض خطيرة (1989) وباتمان: نايت فول (1992-1994) بالإضافة إلى لعبة الفيديو باتمان: أركام أسايلم (2009). أكد المصور السينمائي روبرت ريتشاردسون، الذي تم إشراكه في وقت مبكر من التطوير، أن السيناريو تم بنائه بشكل أساسي في عالم أركام أسايلم.
ظهرت في الفيلم شخصية ديثستروك وهو يخطط لإرهاق باتمان وجعله ضعيفا قبل أن يقاتله في شوارع غوثام. وتم التخطيط لظهور فتاة الوطواط ومساعدة باتمان. قال جونز إن الفيلم سيكشف أيضًا وفاة روبن، والتي تم التلميح إليها في باتمان ضد سوبرمان.
أكد المدير التنفيذي لشركة وارنر برذرز كيفين تسوجيهارا في أبريل 2016 أن أفليك هو المخرج. وتم اختيار جو مانغانيلو في دور ديثستروك في أغسطس. بالإضافة إلى ذلك، أعرب جاريد ليتو عن رغبته في إعادة تأدية دوره الجوكر من الفرقة الانتحارية. أوضح مانغانيلو أن ديثستروك يعتقد أن باتمان كان مسؤولاً عن وفاة ابنه وتم تصويره على أنه يفكك حياة باتمان بشكل منهجي ويقتل المقربين منه مثل «فيلم الرعب الشرير».
كشف أفليك أنه استقر على باتمان كعنوان للفيلم في أكتوبر، وفي ديسمبر قال إن التصوير كان في طريقه للبدء في منتصف عام 2017 ليتمكن من إصدار الفيلم في 2018، في ذلك الشهر، تم تأجيل تكملة مشاهد الفيلم لصالح ظهور شخصية باتمان في فرقة العدالة. أعاد كريس تيريو كتابة السيناريو في يناير 2017.
بدأ أفليك في التحفظ على إخراج الفيلم وأعلن في يناير 2017 أنه سيتنحى عن منصب المخرج لكنه لا يزال يخطط للتمثيل والإنتاج. قال في البداية إنه تنحى للتركيز أكثر على بطولة دور باتمان لكنه سرعان ما صرح بأنه لم يتمكن من الحصول على النص حيث يحتاج إليه وشعر أن الوقت قد حان لشخص آخر ليكمل الأمر. أضاف أفليك لاحقًا أنه لا يعتقد أنه كان سيستمتع بإخراج الفيلم وشعر أنه يجب أن يكون من إخراج شخص يحب العمل عليه. في ذلك الوقت، كانت وارنر براذرز تعيد تقييم نهجها في أفلام الأبطال الخارقين بعد إصدار باتمان ضد سوبرمان، مما أدى إلى تهميش فيلم أفليك وفقًا لبوريس كايت من هوليوود ريبورتر.

#### مات ريفيس

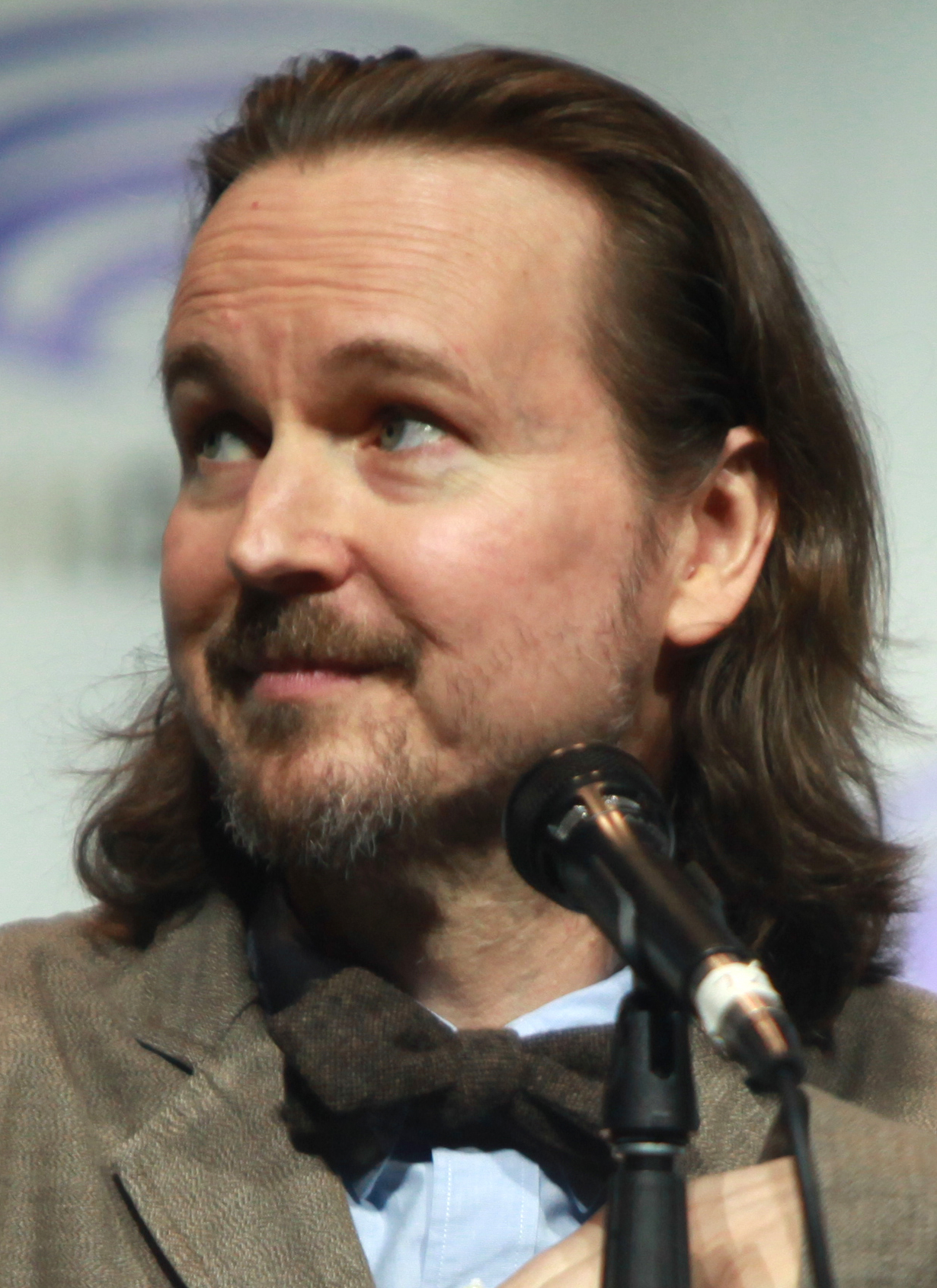
تولى مات ريفيس منصب المخرج وشارك في كتابة السيناريو واختار ممثل أصغر للعب دور باتمان.

تم اقتراح كل من مات ريفيس، ومات روز، وريدلي سكوت، وغافين أوكونور، وجورح ميل، ودينيس فيلنوف، وفيدي ألفاريز، كبدائل لأفليك. ريفيس أحد أكبر المعجبين بشخصية باتمان منذ فترة طويلة، سرعان ما انتقل إلى رأس القائمة المختصرة ودخل في مفاوضات مباشرة بعد لقاء مع شركة وارنر براذرز في 10 فبراير 2017. أرسل وارنر براذرز نسخة من السيناريو إلى ريفيس، لكن ريفيس شعر أن فيلم أفليك، رغم أنه صحيح تماما، لم يكن الفيلم الذي أراد صنعه. أراد ريفيس الانضمام شرط أن تكون له ضمانات للتحكم الإبداعي الكامل، وقد أعجب توبي إميريش رئيس مجموعة وارنر براذرز بيكتشرز الذي أراد مؤلفا لصنع فيلم باتمان التالي بأفكاره الأولية. لكنه واجه مشكلة في راتبه سرعان ما تم التغلب عليها، وتم تعيين ريفيس رسميا لإخراج ذا باتمان في 23 فبراير. كما أنه كان من المقرر أن ينتج الفيلم مع ديلان كلارك.
بدأ ريفيس العمل على السيناريو في مارس 2017. خطط في البداية للحفاظ على اتصال باتمان مع عالم دي سي السينمائي، وتحدث مع أفليك أثناء عملية الكتابة، ولكن سرعان ما أعاد صياغة القصة للتركيز على باتمان في وقت سابق من حياته المهنية، مع خطط لاختيار ممثل أصغر للعب دور باتمان، كان وارنر براذرز يخطط لاستبدال أفليك بحلول يوليو 2017. في أغسطس 2018، ذهب أفليك إلى إعادة التأهيل من إدمان الكحول، وكان من غير المرجح أن يعيد دوره في الفيلم بعد ذلك. قال ريفيس في لجنة جمعية نقاد التليفزيون في أغسطس 2018، إن النص على وشك الانتهاء. كان يأمل في الانتهاء منه في غضون أسبوعين وكان يهدف إلى بدء التصوير في وقت مبكر إلى منتصف عام 2019. قدم ريفيس مسودته الأولى إلى شركة وارنر براذرز في الشهر التالي. ساهم ماتسون توملين وبيتر كرايغ أيضًا في السيناريو، على الرغم من أن ريفيس وكريغ فقط تلقيا الفضل. استخدم توملين بعض الأفكار التي طورها لـ ذا باتمان في سلسلة محدودة من القصص المصورة، تحت اسم باتمان: الدجال (2021).
في يناير 2019، حددت شركة وارنر براذرز تاريخ 25 يونيو 2021 لإصدار فيلم ذا باتمان، وأكد أفليك أنه لم يعد يلعب دور البطولة. أوضح أيضًا أنه استقال بسبب مجموعة من العوامل، بما في ذلك طلاقه من جينيفر غارنر، والإنتاج المضطرب لفرقة العدالة، وافتقاره إلى الاستمتاع بالدور في تلك المرحلة، ومشاكل إدمان الكحول لديه. بالتفصيل في تجربته في فرقة العدالة، قال أفليك إنها لم تثير اهتمامه بالدور بشكل خاص لأنه شمل طلاقه، والسفر المتكرر، وأجنداته المزدحمة، بالإضافة إلى وفاة ابنة سنايدر (مما أدى إلى انسحاب المخرج من المشروع).

### السيناريو
عندما قرر ريفيس التركيز على باتمان في بداية حياته المهنية، بدأ في كتابة نص جديد من الصفر. كان نص أفليك قد اتخذ كمقاربة، لكن ريفيس أراد سردًا شخصيًا بدرجة أكبر يهز ذا باتمان حتى صميمه. أراد استكشاف العالم البوليسي الغامض لباتمان ولمدينة غوثام، واختار تصوير الفيلم خلال السنة الثانية من مسيرة باتمان المهنية بدلاً من إعادة سرد قصة أصل الشخصية، كما أرادها أن تكون مختلفة عن أفلام باتمان السابقة.
كشف ريفيس في وقت مبكر أنه سيستمد أفكاره من باتمان: الهالووين الطويل (1996-1997) ومن باتمان: النصر المظلم (1999–2000) للكاتبين جيف لويب وتيم سالي. يظهر باتمان وهو يطارد قاتلًا متسلسلًا لذا قرر ريفيس تقديم ريدلر بعد ملاحظة أوجه التشابه بين الشخصية وزودياك، وهو قاتل متسلسل ظهر في كاليفورنيا في الستينيات. تخيل ريفيس أن باتمان يجب أن يواجه شخصيات أخرى من كتاب القصص المصورة بدل التي قدمت في الأفلام السابقة، ذلك ما أدى إلى ظهور شخصية جديدة أو شخصيات لم يكن ظهورها مؤثرا في النسخ السابقة مثل كاتومان، وبينغوين، وكارماين فالكون. ومع ذلك، سعى ريفيس للتأكد من أن باتمان لا يزال محور القصة، وحاول إدراجه في كل مشهد.
أعاد ريفيس قراءة قصصه المصورة المفضلة حول باتمان، لكنه لم يؤسس الفيلم على قصة محددة. جاء تأثيره الخاص من «باتمان: السنة الأولى» و«باتمان: إيغو» و«باتمان: زيرو يير»، بالإضافة لذلك استمد ريفيس من تصوير باتمان الشاب عديم الخبرة في «باتمان: السنة الأولى»، وعلاقة المرأة القطة بفالكون في فيلم «باتمان: الهالوين الطويل» و«باتمان: النصر المظلم»، استكشاف علم نفس باتمان وانتقاله من الانتقام الصارم إلى بعث الأمل في «باتمان: إيغو» ومخطط ريدلر لإغراق غوثام في «باتمان: زيرو يير». جاءت عناصر أخرى من «باتمان: إيرث وان»، بما في ذلك حملة توماس واين لرئاسة البلدية، وكون مارثا واين جزءًا من عائلة أركاهام. يحتوي الفيلم أيضًا على إشارات إلى قصص أخرى، بما في ذلك «باتمان: نو مانز لاند» و«باتمان: الصمت».
على عكس أفلام باتمان السابقة، تركز هذه النسخة على المهارات البوليسية لباتمان، حيث وصفها ريفيس بأنها نسخة بوليسية من فيلم باتمان، تؤكد على قلب الشخصية وعقلها. قال إن الفيلم مزج بين أنواع المباحث، والحركة، والرعب، والإثارة النفسية، شعر أن هذا النهج جعله أكثر أفلام باتمان إثارة للخوف. نظر ريفيس إلى الأفلام وصانعي الأفلام من عصر هوليوود الجديدة للحصول على الإلهام، بما في ذلك الرابط الفرنسي (1971)، وكلوت (1971)، والحي الصيني(1974)، وكل رجال الرئيس (1976)، وسائق التاكسي (1976)، بالإضافة إلى أعمال ألفريد هتشكوك.
ابتعد ريفيس في ذا باتمان عن عالم دي سي السينمائي، وسمحت له وارنر برودرز بدمج الكون المتعدد في إنتاج الفيلم وبأخذ المشروع في اتجاهه الخاص، ونتيجة لذلك تدور أحداث الفيلم في عالم منفصل يُعرف باسم (Earth-2).

### طاقم الممثلين
بحلول مايو 2019، كان روبرت باتينسون، ونيكولاس هولت، وأرمي هامر، وآرون جونسن في قائمة مختصرة ليحلوا محل أفليك في دور باتمان، مع اعتبار باتينسون المرشح الأوفر حظًا. اقتنع ريفيس بباتينسون بعد رؤية أدائه في فيلم الوقت المناسب، لكنه لم يكن متأكدًا مما إذا كان مهتمًا أم لا. تجنب باتينسون أفلام الامتياز الكبيرة منذ عمله في سلسلة أفلام ملحمة الشفق حيث وجد تلك الأدوار مملة وأراد الابتعاد عن عدسات المصورين.
أصبح باتينسون مهتمًا بالدور قبل عام من بداية التصوير واستمر في المراجعة والتحقق من الدور لشعوره بالقلق الشديد من تقديمه. كان من المعجبين بباتمان منذ فترة طويلة، وكانت لديه أفكار حول كيفية تقديم صورة فريدة للعلاقة بين أنشطة باتمان كبطل خارق وهويته الحقيقة كبروس واين، وكان مهتمًا بافتقار الشخصية للقوى الخارقة. أمضى ريفيس ساعات في مراجعة العمل مع باتينسون وهولت في الاجتماع بهما في أبريل. كانا المتنافسين الوحيدين على الدور بحلول 20 مايو، وسافر كلاهما إلى بوربانك، كاليفورنيا، لإجراء كاستينغ. ارتدى باتينسون بدلة من فيلم باتمان للأبد (1995) لفال كيلمر أثناء اختباره لأنه كان الزي الوحيد الذي يناسبه. كان الاختبار صعبًا، لكن باتينسون وريفيس وجدا أنها تجربة جيدة. تم اختيار باتينسون للدور رسميا في 31 مايو، براتب قدره 3 ملايين دولار.
قوبل اختيار باتينسون برد فعل عنيف من بعض عشاق باتمان، الذين وقعوا عريضة تدعو إلى عكس القرار. قال باتينسون إن ردة الفعل من الجمهور كانت أقل سوءا مما كان يتوقع، وشعر أنه لن يكون قادرا على أداء الدور وأنه لن يوفي بما ينتظره المعجبين. دعم كريستيان بيل، الذي لعب دور باتمان في ثلاثية فارس الظلام (2005-2012) باتينسون وشجعه على أن يتمكن من الدور وأن يتجاهل النقاد. شبه بيل ثورة المعجبين برد الفعل العنيف الذي واجهه هيث ليدجر عندما تم اختياره لدور الجوكر في فيلم فارس الظلام (2008). للتحضير درس باتينسون تاريخ باتمان، حيث قرأ القصص المصورة التي تمتد من عصر القصص المصورة الذهبي إلى أعمال توم كينغ بين (2016-2019). تدرب على جيو جيتسو برازيلية مع المدرب ريغان ماتشادو، أراد الخضوع لتغيير جسدي بطريقة مشابهة لممثلي الأبطال الخارقين مثل كريس هيمسوورث، ودوين جونسون، وروبرت داوني جونيور، وكريس إيفانز. تلقى نصائح من مخرج ثلاثية فارس الظلام كريستوفر نولان أثناء العمل معه في تنت (2020).
أيضًا في أكتوبر، تم اختيار زوي كرافيتز بدور المرأة القطة بعد أدائها لاختبارات مع باتينسون. حيث سبق لها أن قدمت الأداء الصوتي لنفس شخصية في فيلم ليغو باتمان (2017). اقترحت مديرة الكاستينغ سيندي تولان كرافيتز وفضلها ريفيس على الممثلات مثل آنا دي أرماس، وإيلا بالينسكا، وإيزا غونزاليس، اللواتي قمن أيضًا بتجربة أداء لهذا الدور، بالإضافة إلى زازي بيتز وأليسيا فيكاندير. كانت كرافيتز مترددة في الانضمام إلى الفيلم لكنها كانت من المعجبين بشخصية المرأة القطة وشعرت بأنها مرتبطة بها عاطفيًا وأيضًا جماليًا، شعرت كرافيتز أن صدقها في الأداء لعب دورًا كبيرًا في اختيار ريفيس لها، وأوضحت أنها تريد أن تعرف ريفيس كيف سيكون العمل معها. قدمت كرافيتز اقتراحات حول كيفية تطوير شخصية المرأة القطة، وبدأت التدريب مع المدرب ديفيد هيجينز قبل شهرين من بداية التصوير، كما درست لقطات للقطط والأسود وهي تقاتل لتنمية حركاتها أثناء أدائها مع منسق الحركات روب ألونزو استوحت كرافيتز الإلهام من «باتمان: السنة الأولى» وتصوير ميشيل فايفر للمرأة القطة في فيلم عودة باتمان (1992).
دخل جيفري رايت المفاوضات للعب دور جيمس غوردون في سبتمبر، ودخل جونا هيل المفاوضات للعب إما دور ريدلر أو بينغوين. تم اختيار رايت في أكتوبر، وقال إن اختياره للدور يعكس التنوع الثقافي الأمريكي باعتباره ذو بشرة سوداء وبالنظر لشخصية جيمس جوردون ذات البشرة البيضاء، أثناء التحضير قرأ رايت قصص باتمان المصورة، واستند في أدائه إلى ضابط شرطة تحول إلى عمدة مدينة نيويورك إسمه اريك آدامز. في وقت لاحق من الشهر، خرج هيل من المفاوضات بشأن الفيلم. وفقًا لجوستين كرول من فارايتي، أراد هيل 10 ملايين دولار أي أكثر من ضعف المبلغ الذي سيكسبه باتينسون، بينما ذكرت كيت أن وارنر براذرز وهيل أن السبب هو أنهم لا يستطيعان تحديد الدور الذي سيلعبه. بول دانو يلعب دور ريدلر بعد أن خرج هيل من المحادثات. للتحضير، أجرى دانو بحثًا عن القتلة المتسلسلين واختار قراءة هذه المواد في الأماكن العامة لأنه وجدها مزعجة ولم يرغب في قراءتها بمفرده. استخدم دور بيتش بويز براين ويلسون، الذي صوره في فيلم السيرة الذاتية لعام 2014 حب ورحمة كأساس لأدائه، وتأثر أيضًا بأغاني نيرفانا.
في نوفمبر، تم اختيار أندي سركيس للعب دور ألفريد بيني وورث وكولين فاريل في دور بينغوين وجون تورتورو في دور كارماين فالكون. نظر فاريل إلى شخصية العراب فريدو كورليوني للإلهام وعمل مع مدربة اللهجات جيسيكا دريك لتطوير صوت البطريق.

### التصميم

#### كهف وسيارة باتمان
بدأ فريق التصميم العمل على تصميمات كهف باتمان وسيارة باتمان قبل الانتهاء من النص، حيث كانت لدى ريفيس رؤية واضحة لما سيبدو عليه عالم باتمان وأراد أن يعكس الثلاثة بعضهم البعض. كان كهف باتمان قائمًا على السكك الحديدية الخاصة تحت الأرض في مدينة نيويورك التي استخدمتها العائلات الثرية في أوائل القرن العشرين، والتي وصفها ريفيس بأنها تمثل عدم اهتمام باتمان بثروة عائلته.
تخيل ريفيس تصميمًا أرضيًا يدويًا لسيارة باتمان، مع جيمس كينلوند وأش ثورب ابتكروا تصميم السيارة بحيث يكون لها محرك يشبه الخفاش. أراد ريفيس أن تشعر بسيارة باتمان كوحش بري وأن تبتعد عن التصميم الشبيه بالدبابات الذي روجت له ثلاثية فارس الظلام لكريستوفر نولان لصالح سيارة تبدو وكأنها سيارة عضلية. اطلع أيضًا على رواية كريستين (1983) لستيفن كينج، عن سيارة تسيطر عليها قوى خارقة للطبيعة من أجل الإلهام. تم بناء أربع وحدات من طراز سيارة باتمان، مع وحدة القيادة الأساسية التي تعمل بمحرك V8 الذي يولد 650 حصانًا. تم بناء وحدة أخرى على هيكل تيسلا للقطات الداخلية والليلية.

#### الأزياء
قادت جاكلين دوران فريق تصميم الأزياء، وقام ديف كروسمان والفنان جلين ديلون على مدار عام بالعمل على تصميم بدلة باتمان على قياسات باتينسون، أراد ريفيس أن تكون بدلة باتمان عملية وتشعر كما لو أن باتمان استخدم قطع غيار ليصنعها بمفرده، واطلع فريق التصميم على المعدات التكتيكية من حرب فيتنام كمصدر للإلهام. لعب باتينسون دورًا كبيرًا في تصميم الزي، أراد أن يكون قادرًا على التحرك والقتال فيه، وكان مستوحى من قصة باتمان: أساطير فارس الظلام «شامان» (1989) بواسطة أونيل وإدوارد هانيجان. تعتبر البدلة النهائية أكثر مرونة من النموذج الأولي، لدرجة أن باتينسون بدأ على الفور في القيام بحركات فيها، عندما ارتدى النموذج الأولي طلب باتينسون نصيحة من كريسيان بيل أثناء عملية التصميم، ونصح مازحا «تأكد من قدرتك على تهدئة نفسك أثناء ارتداء البدلة». لاحظ المعلقون أن بدلة باتينسون تبدو مستوحاة من تلك التي رسمها الفنان لي بيرميغو في قصص مصورة مثل «باتمان: نويل» (2011) و«باتمان: ملعون» (2018-2019). لم تتم استشارة لي بيرميغو فيما يتعلق بالتصميم، لكنه كان فخوراً برؤية بدلة باتمان مماثلة للتي رسمها في فيلم. صممت فنانة المكياج ماريا دون تسريحة شعر بروس واين على غرار الموسيقار كورت كوبين، في حين أن كحل العيون الخاص به عندما كان يرتدي زي باتمان يتميز بمزيج من الأصباغ والمنتجات التي من شأنها أن تدوم على الرغم من المطر والتعرق.
لتصوير بينغوين، ارتدى فاريل أطرافًا اصطناعية وبدلة سمينة صنعها فنان الماكياج مايك مارينو. اختار فاريل ارتداء بدلة سمينة بسبب زيادة الوزن لأنه عانى من مشاكل صحية عندما اكتسب وزنًا بسبب المسلسل التلفزيوني مياه الشمال (2021). لا يحتوي زي فاريل على قبعة بينغوين الأحادية التقليدية، وقد منعته شركة وارنر براذرز من تدخين التبغ كما تفعل الشخصية في القصص المصورة. قاتل فاريل للسماح له بحمل سيجار بدلاً من السجائر، لكن شركة وارنر براذرز لم تلين، استغرق تركيب الأطراف الصناعية ما بين ساعتين وأربع ساعات.
كان زي ريدلر مبنيًا على رسومات السفاح زودياك، حيث احتفظ بالمعطف الأخضر التقليدي للشخصية مع إضافة قناع قتالي، والذي أراد بول دانو من خلاله إظهار أن ريدلر ربما شعر بالكثير من العار أو الكراهية الذاتية أو الألم كما غطى دانو نفسه بغلاف بلاستيكي لأنه شعر أن ريدلر سيتخذ احتياطات قصوى لتجنب ترك الحمض النووي في مسرح الجريمة. أصبح دانو قلقًا بشأن تأثير هذا الزي عليه أثناء التصوير لأن رأسه كان ينبض بالحرارة وكان يشكل ضغطا بسبب العرق ونقص الأكسجين.

#### التصوير السينمائي
بدأ التصوير الرئيسي في يناير 2020 في لندن. عمل كريغ فرازير كمصور سينمائي، حيث عمل سابقًا مع ريفيس في فيلم دعني ادخل (2010). تم تصوير مشاهد المقبرة في جلاسكو نيكروبوليس في اسكتلندا في منتصف فبراير، قبل أن ينتقل الإنتاج إلى ليفربول في مارس. تم التصوير في قاعة سانت جورج في ليفربول، ومقبرة أنفيلد، ومبنى رويال ليفر.
كان ريفيس مخرجًا دقيقًا ووصف باتمان بأنه «أكثر القصص تعقيدًا التي حاولت معالجتها على الإطلاق». قال باتينسون إن ريفيس طلب إعادة العديد من المشاهد ومع هذا النهج استغرق بعض الوقت. وصفت كرافيتز ريفيس بأنه «المخرج الأكثر تدقيقًا الذي عملت معه على الإطلاق»، مشيرتًا إلى حالة معينة أخبرها فيها ألا تغلق فمها لأنه كان يعتقد أنه يجب أن يكون مفتوحًا لإيصال مشاعر معينة. صور ريفيس أكثر من 200 لقطة من مشهد واحد، يتواصل فيه باتمان وريدلر عبر الهاتف، وخمّن باتينسون أن ريفيس كان يدقق في مونتاج الـ200 لقطة بأكملها، وهو ما أكده ريفيس ولم يكن مجرد تخمينات من فريق العمل.
بالنسبة لمشاهد القتال، أراد ريفيس الابتعاد عن التسلسلات الحركية السريعة القطع التي صورها مخرجون سابقون في باتمان مثل تيم برتون ونولان. لقد أراد من المشاهدين رؤية ما يحدث بالفعل وبطريقة مقنعة تمامًا. ولنقل المطاردة إلى منظور باتمان، قامت فريزر بربط الكاميرات بالسيارات والدراجات النارية على الرغم من صعوبة القيام بذلك من الناحية الفنية، حيث استعمل ريفيس عدد كبير من الكاميرات وحاول توفير أقصى ما يستطيع من الخدمات اللوجستية والمعدات في سبيل تحقيق منظوره للفيلم.
بالنسبة لبعض المشاهد، قدمت شركة إندستريال لايت آند ماجيك تقنية إنتاج افتراضية في التصميم المسرحي والتي استخدمتها فريزر في سلسلة ديزني+ الماندلوري، مع جدار من لوحات ثنائي باعث للضوء تسمح بعرض خلفيات المؤثرات البصرية في الوقت الفعلي على جدار مبني.

### جائحة فيروس كورونا
تعطل الإنتاج بسبب جائحة فيروس كورونا، حيث ظهر الفيروس بعد شهرين من بدء التصوير. عندما بدأ الوباء، لم تخطط شركة وارنر براذرز لتعليق التصوير، على عكس الاستوديوهات الكبرى الأخرى. ومع ذلك، فقد فعلت في نهاية المطاف في 14 مارس 2020. صرحت شركة وارنر براذرز. أن فترة التوقف ستكون لمدة أسبوعين فقط، لكن ريفيس أعلن في 25 مارس أنه تم تعليق التصوير إلى أجل غير مسمى. كان من غير المرجح أن يستأنف الإنتاج حتى منتصف مايو على الأقل، وأجلت شركة وارنر براذرز تاريخ الإصدار إلى 1 أكتوبر 2021. في 1 أبريل توفي آندرو جاك مدرب لهجة الفيلم بسبب كوفيد-19.
اكتمل حوالي ربع التصوير قبل التعليق، وبدأ ريفيس في مراجعة تلك اللقطات للمساعدة في التخطيط لبقية التصوير. لم يعيد ريفيس كتابة السيناريو، لكنه استخدم الوقت لاستكشاف نبرة الفيلم. في 12 مايو، قالت حكومة المملكة المتحدة إن الإنتاج السينمائي يمكن أن يستأنف التصوير بمجرد أن يتخذ أصحاب العمل تدابير السلامة الخاصة بفيروس كورونا. بعد شهر، مُنح باتمان الإذن بإعادة الإنتاج في يوليو على أقرب تقدير. قال كلارك إن موت جاك طارد الطاقم وهم يستعدون لاستئناف الإنتاج. بحلول 3 سبتمبر، استؤنف التصوير لمدة ثلاثة أيام في استوديوهات وارنر براذرز، واتفورد، ليتم إيقافها مؤقتًا مرة أخرى بعد أن ثبتت إصابة باتينسون بفيروس كوفيد-19. ثم دخل طاقم التصوير في الحجر الصحي لمدة أسبوعين، وبعد ذلك كان من المقرر استئناف التصوير. بعد ذلك ، أصبح ريفيس قلقًا من أنه لن يتمكن من إنهاء الفيلم إذا أصيب بالفيروس، لذلك ارتدى قناعًا ونظارات وغطاء للرأس.
استؤنف التصوير في 17 سبتمبر، بعد أن تمت الموافقة على عودة باتينسون إلى الموقع. في هذه المرحلة، تبقت للفيلم ما يقرب من ثلاثة أشهر من التصوير وكان من المتوقع أن ينتهي بنهاية عام 2020. اقتصر التصوير على إنجلترا، وكان يُطلب من أفراد الطاقم العيش بالقرب من منطقة الإنتاج وعدم مغادرة المحيط حتى انتهاء التصوير. قال روبرت باتينسون «التصوير أثناء الوباء أشبه بعملية عسكرية، كان لدينا سماعات أذن للحصول على التوجيهات في كثير من الوقت للحد من مقدار الاحتكاك». تم تصوير بعض المشاهد باستخدام كاميرا تحكم عن بعد، والتي وجدها باتينسون غريبة لأنه لم يستطع معرفة ما إذا كان هناك أي من أفراد الطاقم حولها. تم تأجيل عرض الفيلم إلى 4 مارس 2022، بسبب تأخر الإنتاج. تم تصوير اللقطات الخارجية لمدينة غوثام في شيكاغو في أكتوبر 2020، واختتم الإنتاج في 13 مارس 2021.

### التركيب
كانت مطاردة سيارة باتمان هي المشهد الأول الذي عمل عليه محرر الصوت ويل فايلز، واستخدم تأثير صوت الصاروخ كأساس لوصف صوت السيارة. عمل فايلز مع دوغلاس موراي وآندي نيلسون لإكمال التسلسل. جاء ضجيج المحرك الرئيسي لسيارة باتمان من محرك فورد كبير الحجم، في حين أن تأثير صوت الضاغط العنفي الفائق كان تسجيلًا معكوسًا لسيارة جيب من الحرب العالمية الثانية.
في يناير 2022، حصل ذا باتمان على تصنيف الفئة العمرية أكثر من 13 سنة من نظام جمعية الفيلم الأمريكي لتقييم الأفلام، على الرغم من التكهنات الواسعة والمناقشات الداخلية في وارنر براذرز بأن لهجته الكئيبة ومحتواه العنيف سيؤديان إلى كونه أول فيلم عن باتمان سيحمل تصنيف للكبار فقط. حصل الفيلم على تصنيف الفئة العمرية أكثر من 13 سنة لأنه لا يحتوي على ألفاظ نابية أو عري. ربيكا روبين من مجلة فارايتي اعتبرت أن تصنيف للكبار فقط قد يضر بإمكانيات شباك التذاكر للفيلم من خلال منع العديد من الشباب لمشاهدته، مشيرة إلى أن فيلمي دي سي السابقين المصنفين للكبار فقط، الطيور الجارحة (2020) والفرقة الانتحارية (2021)، كلاهما كان أداؤهم التجاري ضعيفًا. قال ريفيس إنه كان ينوي دائمًا صنع ذا باتمان للكبار فقط. وأضاف أن تصنيف الفئة العمرية أكثر من 13 سنة كان أحد شروط الاستوديو الوحيدة التي واجهها.

### المؤثرات البصرية
عمل دان ليمون كمشرف المؤثرات البصرية، بعد أن تعاون سابقًا مع أفلام إندستريال لايت آند ماجيك ومصمم الإنتاج جيمس كينلوند. صمم إندستريال لايت آند ماجيك وكينلوند المظهر المرئي العام لغوثام. اقترح كينلوند وضع إشارة الوطواط على مبنى مهجور بدلاً من أعلى مبنى شرطة مدينة غوثام.

### الموسيقى
في أكتوبر 2019، أعلن ريفيس أن شريكه الدائم مايكل جاكينو سيقوم بتأليف موسيقى الفيلم. في وقت لاحق من ذلك الشهر، قال جاكينو إنه انتهى بالفعل من وضع المنظور الموسيقي العام للفيلم لأنه كان متحمسًا جدًا للقيام بذلك. نظرًا لأن هذه الموسيقى كتبت في وقت مبكر بكثير من المعتاد بالنسبة للفيلم، كان جاكينو وريفيس قادرين على استخدامها في الإعلانات الترويجية. قال جاكينو إنه شعر بحرية تامة في كتابة الموسيقى التي أرادها للفيلم، متفقًا مع ريفيس على تشابه رؤيتهم لباتمان. أكمل جاكينو تأليف المقاطع الموسيقية في أكتوبر 2021، وتم إصدار الموسيقى الرسمية للفيلم في 21 يناير 2022، فيما أصدرت الأغنية الفردية لريدلر في 4 فبراير، وصدرت الأغنية الفردية للمرأة القطة في 17 فبراير، تم إصدار الألبوم الكامل للفيلم في 25 فبراير.

## الإطلاق
عُرض فيلم ذا باتمان لأول مرة في مدينة نيويورك في 1 مارس 2022، جنبًا إلى جنب مع 350 عرضًا مقدمًا عبر آيماكس عبر الولايات المتحدة. كان من المقرر أن يصدر الفيلم في 25 يونيو 2021، قبل أن يتم تأجيله إلى 1 أكتوبر 2021، ثم إلى تاريخ مارس 2022، في المرتين بعد أن قامت شركة وارنر برذرز بتعديل جدول إصدارها بسبب جائحة فيروس كورونا. سيصبح باتمان متاحًا للبث على إتش بي أو ماكس بعد 45 يومًا من ظهوره المسرحي لأول مرة.

## وصلات خارجية
لا توجد روابط لمواقع التواصل الاجتماعي.

- مقالات تستعمل روابط فنية بلا صلة مع ويكي بيانات